# Winnertziinae
Winnertziinae zijn een onderfamilie uit de familie van de galmuggen (Cecidomyiidae).